# Йоган Гове
Йоган Гове (норв. Johan Hove, нар. 7 вересня 2000, Согндал, Норвегія) — норвезький футболіст, півзахисник клубу «Гронінген» та молодіжної збірної Норвегії з футболу.

## Клубна кар'єра
Йоган Гове почав грати у футбол у клубі зі свого рідного міста — «Согндал». У травні 2016 року у віці 15-ти років Йоган дебютував у Тіппелізі. У 2018 році футболіст перейшов до складу «Стремсгодсета».

## Збірна
У 2017 році Йога Гове брав участь у юнацькому чемпіонаті Європи (U-17), що проходив на полях Хорватії. На турнірі Гове зіграв в усіх трьох матчах групового етапу.